# Йордан Маджунков
Йордан Янков Маджунков е български програмист, специалист по криптовалути и политик от „Продължаваме промяната“. Народен представител в XLVII народно събрание.

## Биография
Йордан Маджунков е роден на 8 октомври 1987 г. в град Пловдив, Народна република България.
На парламентарните избори през ноември 2021 г. като кандидат за народен представител е 5-ти в листата на „Продължаваме промяната“ за 16 МИР Пловдив – град, откъдето е избран.